# Псы Тиндала (рассказ)
«Псы Тиндала» или «Псы Тиндалоса» (англ. The Hounds of Tindalos) — рассказ американского писателя ужасов Френка Белнэпа Лонга, написанный в 1929 году. Впервые опубликован в выпуске журнала «Weird Tales» за март 1929 года.

## Сюжет
Халпин Чалмерс, мистик из городка Партриджвилль, считает, что сможет путешествовать во времени при помощи восточного наркотика под названием Ляо. Проводя эксперимент с препаратом под руководством своего друга, Фрэнка, он отправляет свое сознание в глубины времени.
Чалмерс видит тысячи людей из разных исторических и доисторических эпох. Он стремится все дальше и дальше, к моменту, когда не было еще самой жизни... К несчастью для него, он заходит в области слишком далекие во времени и привлекает внимание гончих псов Тиндала, — хищных существ, которые путешествуют меж миров и убивают визитеров. Псы могут путешествовать через углы времени и пространства, в то время как, большинство существ может путешествовать лишь через кривые линии времени.
Несмотря на попытки Чалмерса отогнать Гончих, они начинают преследовать его по возвращении в реальность (возможно, вместе с Сатирами и Доэлами). Несколько дней спустя происходит землетрясение, после которого его находят мертвым дома. Тело обезглавлено и обескровлено, со следами загадочной синей сукровицы. Вещество было взято на анализ и выяснилось, что оно представляет собой форму жизни, ранее считавшуюся невозможной.

## Персонажи

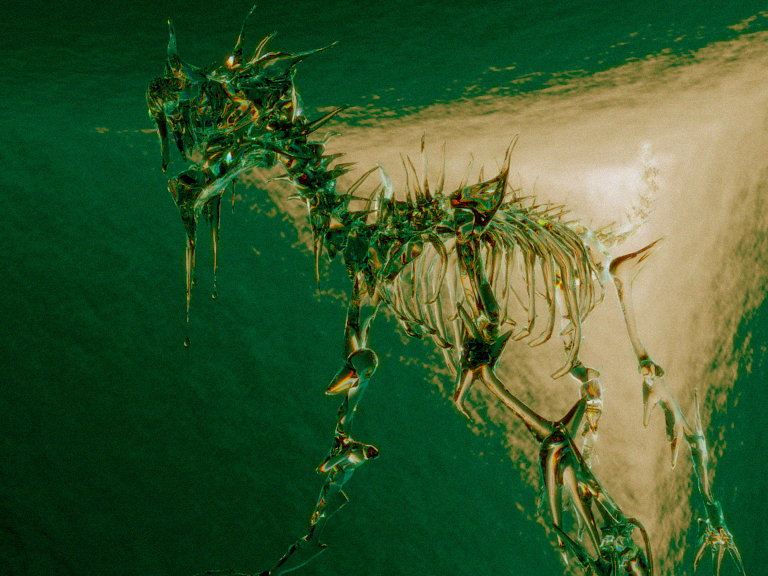
Псы Тиндала. Автор Родерик Пелло

- Псы Тиндала. Автор Родерик ПеллоФрэнк (англ. Frank) — рассказчик и друг Чалмерса. Он не верит, что его друг сможет путешествовать в Иные миры. Похоже, это альтер эго самого Фрэнка Белкнапа Лонга.
- Халпин Чалмерс (англ. Halpin Chalmers) — писатель-оккультист и исследователь всего загадочного, который прибегает к народным средствам и не соглашается с догмами современной научной теории.
- Детектив-сержант Дуглас (англ. Detective Sergeant Douglas) — офицер полиции, расследовал смерть Чалмерса.
- Джеймс Мортон (англ. James Morton) — химик и бактериолог, который проанализировал вещество, обнаруженное на теле Чалмерса. Персонаж назван в честь друга Лонга и члена клуба «Калем» Джеймса Ф. Мортона.
- Гончие Псы Тиндала (англ. Hounds of Tindalos) — это хищные существа из иного измерения, способные материализоваться в любой точке пространства и времени, чтобы питаться жертвами.

## Вдохновение
«Псы Тиндала» — первый рассказ «Мифов Ктулху», написанный кем-либо, кроме Лавкрафта. Рассказчик, Фрэнк, похоже, является тем же персонажем из предыдущего рассказа Лонга «Пожиратели космоса» (1928), поскольку действие обоих происходит то же в вымышленном городе Партриджвилль. Рассказ появлялся во многих сборниках «Мифов Ктулху» Августа Дерлета, Роберта Прайса и других авторов.
Лавкрафт упоминает Псов Тиндала в повести «Шепчущий во тьме» (1931), после чего этот образ упоминали писатели из «Круга Лавкрафта», а затем и многочисленные последователи «Мифов Ктулху».
Похожие произведения:
- Чайна Мьевиль «Детали» (2002, рассказ)
- Август Дерлет «Возвращение к предкам» (1957, рассказ)
- Тим Каррэн «The Eyes of Howard Curlix» (2005, рассказ)
- Роберт Говард «Чёрный камень» (1931, рассказ)
- Кларк Эштон Смит «Цепь Афогомона» (1935, рассказ)
- К. У. Джетер «Dark Seeker» (1987, роман)
- Тео Гифт «Пес-призрак» (1889, рассказ)
- Роберт Блох «Камень колдуна» (1939, рассказ)
- Амброз Бирс «Галлюцинация Стэли Флеминга» (1906, рассказ)
- Дональд Вандри «Человек, которого не было» (1934, рассказ)
- Дональд Вандри «Тень кошмара» (1929, рассказ)
- Марджери Г. Лоуренс «September: The Traveller's Tale: The Dogs of Pemba» (1926, рассказ)